# 再試一次
《再試一次》（英語：One More Try）是英國男歌手喬治·麥可（George Michael）在1988年4月推出的單曲，這首單曲在美國告示牌單曲榜及當代成人抒情榜都獲得三週冠軍，在英國單曲榜最高成績為第8名。

## 內容

### 歌曲簡介
〈再試一次〉收錄於喬治·麥可首張個人專輯《信念》（英語：Faith），也是從該專輯中推出的第四首單曲。〈再試一次〉的詞曲創作編曲製作都由喬治·麥可一人完成，這首將近六分鐘長的歌曲，是在描述男女之間微妙的感情，喬治·麥可將這首情歌打造成白人歌手節奏藍調歌曲般，少了點黑人靈魂樂的精髓，多了點流行音樂曲韻的味道。

### 商業成績
〈再試一次〉是專輯《信念》中推出的第四首單曲，前三首單曲在告示牌上都取得相當優異的成績，它們依序為〈我要與妳歡愛〉（第2名）、〈信念〉（四週冠軍）和〈父親的形象〉（兩週冠軍）。〈再試一次〉在1988年4月16日進入告示牌單曲榜，首週成績為第40名，是整張專輯中進榜首週成績最高的，5月28日這首單曲登上單曲榜榜首並蟬連三週冠軍，這首單曲在榜中共停留了18週，全美銷售逾50萬張成為金單曲。〈再試一次〉不僅在單曲榜奪冠，它在5月28日也一併登上當代成人抒情榜冠軍，亦是蟬連三週榜首，這是喬治·麥可首次在該榜拿下冠軍。〈再試一次〉在1988年告示牌年終百大單曲排名中名列第11名。
〈再試一次〉在英國單曲榜最高成績為第8名，是這張專輯中，繼〈我要與妳歡愛〉與〈信念〉分別拿下第3名與第2名之後，第三首打進英國單曲榜前10名的單曲。

### 獎項紀錄評價
〈再試一次〉又在單曲榜掄元，成為專輯《信念》中第三首全美冠軍單曲，這也是喬治·麥可在1988年所締造的第三首全美冠軍單曲。流行樂天后瑪麗亞·凱莉在2014年曾翻唱過此曲，收錄在她的《聽我...歌情萬種》（英語：Me. I Am Mariah... The Elusive Chanteuse）專輯當中。